# Дондуков, Эмген-Убаши
Эмген-Убаши Дондуков (1840—1902) — зайсанг Бага-Чоносовского аймака волжских калмыков.
Был награждён рядом царских наград, построил первую в Калмыкии каменную усадьбу в урочище Годжур. 
Являясь родовым зайсангом Бага-Чоносовского аймака, также представлял царскую администрацию в качестве управителя всех дербетских улусов в Калмыцкой степи. Стал первым организатором коневодческого племенного рассадника на территории Калмыкии. Один из наиболее заметных коневодов калмыцкой степи.
- Памятная табличка на особняке Дондуковых
- Особняк чоносовских зайсангов Дондуковых